# Liposcelis paeta
Liposcelis paeta är en insektsart som beskrevs av John Victor Pearman 1942. Liposcelis paeta ingår i släktet Liposcelis och familjen boklöss. Inga underarter finns listade i Catalogue of Life.